# Carlos Barrera Sánchez
Carles Barrera Sánchez, més conegut com a Carlos Barrera Sánchez   (Viella, 3 de desembre de 1950 - 7 d'abril de 2022) va ser un polític aranès, membre de Convergència Democràtica Aranesa. Va ser Síndic d'Aran del 7 de juny de 1995 al 18 de juny del 2007 i del 18 de juny de 2011 al 18 de juny de 2019, any en què es va retirar de la primera línia política.
Carlos Barrera nasqué a Vielha, la capital de la Val d'Aran, el 1950. Cap als anys seixanta va marxar amb la seva família a Barcelona, on va estudiar mestria industrial. Treballà a FECSA abans de tornar el 1972 a la Vall d'Aran. Durant la transició formà part de l'associació veïnal Es Tersús i d'Unitat d'Aran, amb la qual es presentà a les eleccions municipals de 1979. Ocupà aleshores una regidoria a l'ajuntament de Vielha. Tanmateix, quan aquesta formació política va passar a formar part del Partit dels Socialistes de Catalunya abandonà la política fins al 1995. Aleshores es presentà al càrrec de Síndic d'Aran per Convergéncia Democràtica Aranesa i fou elegit. Durant el procés independentista català sempre es va mostrar partidari de la vinculació de la Vall d'Aran a Catalunya. Després de la davallada electoral de les eleccions araneses de 2019, on el seu partit, CDA, va traure el pitjor resultat de la seua història i Barrera perdé la possibilitat de ser reelegit síndic, el 5 de juny de 2019, abans de la cerimònia d'investidura del nou síndic, va anunciar que dimitia de conseller i que es retirava de la política.